# Рукн ад-Дін Хуршан
Рукн ад-Дін Хуршан (перс. ركن الدين حسن بن محمد خورشاه; нар. 1230 — 9 березня 1257) — 8-й володар (і 5 правлячий імам) Аламутської (Нізаритської) держави у 1255—1256 роках, 27-й ісмаїлітський імам.

## Життєпис
Старший син імама Ала ад-Діна Мухаммада III. Народився 1230 року. Коли він був ще дитиною, батько оголосив його своїм наступником. Здобув ґрунтовні знання з ісмаїлізму та принципі керування державою. Згодом призначається для розслідування випадків заворушень у деяких замках. Повідомляється, що в 1255, перед смертю свого батька, він з невеликим, але добре озброєних загоном, відвідав Сирію з листом до місцевих нізаритів. Того року в травні або червні спадкував владу.
Деякий час залишався у замках Рудбара та Кухистану для створення нової адміністративної структури. Водночас відправив армію проти феодала Шал-Руда в районі Хельхаль (в сучасному Ардебілі). Загін ісмаїлітів замок замок після нетривалого бою.
На початку 1256 року стикнувся з вторгненням монголів. Вже у січні Хулагу взяв в облогу нізаритські фортеці в Кухістані. Водночас монголи зажадали від Рукн ад-Діна Хуршаха капітуляції. Останній намагався дипломатично залагодити ситуацію, несподіваючись на військову силу. Тому демонструючи покірність Хулагу, розпочав процес демонтажу замків Аламут, Маймундіз та Ламбсар, демонтуючи вежі та зубчасті стіни. Але Хулагу сприйняв ці жести як засіб відстрочення захоплення замків, і 8 листопада 1256 року монгольське військо швидко оточили фортецю Маймундіз і резиденцію імама. Але 4-денна облога не дала результатів.
Серед ісмаїлітів існувала промонгольська партія, до якої належали вчений Насир ад-Дін ат-Тусі й лікар Муваффік ад-Даула (дід Рашид ад-Діна). Під впливом цієї партії 19 листопада Хуршах погодився здати фортеці в обмін на збереження життя й володінь. За цим Рукн ад-Дін був змушений відправити повідомлення про капітуляцію в усі замки своєї держави. У фортеці Аламут імаму, Мукаддам ад-Дін здався 15 грудня, але монгольський нойон Балаґай порушив слово, наказавши влаштувати різанину, під час якої було знищено за підбурюванням Джувейні було знищено багату бібліотеку Аламута, де зберігалися не лише твори ісмаїлітів, а праці з різних світських наук. Лише фортеця Гірдекух не підкорилася, вважаючи наказ імама примусом, тому несправжнім. Її було захоплено лише 1270 року.
Імама було відправлено до Каракоруму, де мав вів бесіди з великим каганом Мунке. Але на шляху до монгольської столиці біля Таунгату (ймовірно в Танну-Ула) у березні 1257 року Рукн ад-Діна Хуршаха, імовірно, за таємним наказом Мунке, було вбито. Новим імамом став син загиблого Шамс ад-Дін Мухаммад.